# Moçambique (dança)
Moçambique é uma dança folclórica de origem negra, sem enredo, praticada em São Paulo, Minas Gerais, Goiás, Rio de Janeiro e Rio Grande do Sul, no Brasil, durante as festas religiosas do divino e folia de reis, entre outras. É constituída por um cortejo que percorre as ruas dançando e cantando, com instrumentos de percussão, de corda e guizos presos aos tornozelos.